# آناتولی کوتون
آناتولی کوتون (انگلیسی: Anatolij Kovtun; ۳۱ دسامبر ۱۹۶۰ – ۲۲ فوریهٔ ۲۰۰۵) بازیکن بسکتبال اهل اوکراین بود.